# Daisy Cutter (Zünder)

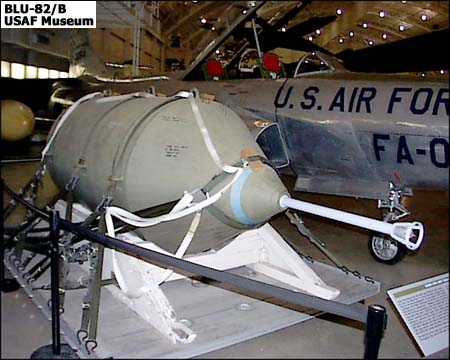
„Daisy Cutter“-Zünder bei der BLU-82B-Bombe

Ein „Daisy Cutter“-Zünder (englisch daisy cutter ‚Gänseblümchenschneider‘) ist ein Verlängerungsrohr, mit dem der Aufschlagzünder einer konventionellen Sprengbombe (z. B. der Mark-82-Reihe) ausgelöst wird, bevor die Bombe auf dem Boden auftrifft. Durch die Zündung dicht über dem Boden wird – ähnlich wie bei Annäherungszündern – eine optimale Wirkung von Druckwelle und Splittern parallel zur Zieloberfläche erreicht. Ähnliche mechanische Abstandszünder wurden bereits im Ersten und im Zweiten Weltkrieg von den Deutschen verwendet (siehe auch Dinort-Stab).
Die Daisy-Cutter-Zünder wurden zuerst von den USA im Vietnamkrieg eingesetzt, um mit schweren Bomben, die über dem Boden detonieren, Lichtungen in den Dschungel zu schlagen, ohne große Krater zu erzeugen. Die so geschaffenen freien Flächen genügten, um mit Hubschraubern Soldaten oder Ausrüstung abzusetzen. Entsprechend ihrem Einsatzzweck werden diese Zünder nur für Sprengbomben verwendet, zum Beispiel die amerikanischen Mark 82 und Mark 83 (die allerdings im Normalfall mit konventionellen Zündern ausgestattet sind).
Die bekannteste Anwendung dieser Technik ist die US-amerikanische BLU-82/B. Im Gegensatz zu anderen Bomben, die dieses Zündsystem ebenfalls verwenden, wurde diese Bombe ursprünglich speziell zum Räumen von Lichtungen entwickelt und ist aus diesem Grund auch immer mit einem Daisy-Cutter-Zünder ausgestattet, während dieser Zünder bei anderen Bomben nur eine Option ist.